# Fougerolles (Haute-Saône)
Fougerolles ist eine Commune déléguée in der französischen Gemeinde Fougerolles-Saint-Valbert mit 3.529 Einwohnern (Stand 1. Januar 2022) im Département Haute-Saône in der Region Bourgogne-Franche-Comté.

## Geographie
Fougerolles liegt auf einer Höhe von 305 m über dem Meeresspiegel, acht Kilometer nördlich von Luxeuil-les-Bains und etwa 35 Kilometer nordnordöstlich der Stadt Vesoul (Luftlinie). Das Dorf erstreckt sich im nördlichen Teil des Départements, am östlichen Rand der Ebene von Saint-Loup-sur-Semouse, in der Talniederung beidseits der Combeauté, am Rand der westlichen Ausläufer der Vogesen.
Die Fläche des 51,12 km² großen Gebiets der Commune déléguée (und damit bis zu ihrer Auflösung 2019 zweitgrößte Gemeindefläche des Département Haute-Saône) umfasst einen Abschnitt der von Tälern durchzogenen Plateaulandschaft am Westrand der Vogesen. Von Osten nach Westen wird das Gebiet von der Alluvialniederung der Combeauté durchquert, die für die Entwässerung über die Sémouse zur Lanterne sorgt. Die Niederung liegt auf durchschnittlich 300 m und weist eine Breite von ungefähr einem Kilometer auf. Bei Fougerolles tritt die Combeauté aus den Hochflächen der westlichen Vogesen in die Schwemmebene von Saint-Loup-sur-Semouse hinaus. Auf dem Gemeindeboden nimmt sie unter anderem von Süden den Ruisseau des Novelots und den Ruisseau du Bas de la Goutte, von Norden den Ruisseau des Gouttes und den Ruisseau des Pochattes auf. 
Südlich der Talebene der Combeauté steigt das Gelände allmählich an zu den meist bewaldeten Höhen von La Chaîne Roblin (460 m), Croslières und Bois du Fays. Die südliche Grenze markiert dabei das Tälchen der Rôge, die im Bois du Fays entspringt. Mit 569 m wird ganz im Osten auf der Lichtung Le Houssot die höchste Erhebung von Fougerolles erreicht. 
Nördlich von Fougerolles schließt zunächst ein landwirtschaftlich genutztes Plateau (rund 330 m) an. Eine rund 100 m hohe Geländestufe leitet danach zur Hochfläche des Bois de Lancerand und des Beaumont über. Die Hänge werden durch die Erosionstälchen verschiedener kurzer Seitenbäche der Combeauté untergliedert. Dieses Hochplateau erreicht eine Höhe von 515 m. Es fällt im Norden abrupt zum tief eingeschnittenen Tal der Augronne ab, welche die Nordgrenze des Gemeindebodens markiert.
In geologisch-tektonischer Hinsicht bestehen die Höhen überwiegend aus Buntsandstein der unteren Trias. An einigen Orten tritt auch das kristalline Grundgestein zutage. Die Täler sind mit Sedimenten des Tertiärs und des Pleistozäns gefüllt.
Zur Commune déléguée Fougerolles gehören neben dem eigentlichen Ort zahlreiche Siedlungen, Weiler und Gehöfte, darunter:
- Les Chavannes (288 m) in der Talebene der Combeauté am Rand der Ebene von Saint-Loup-sur-Semouse
- La Germenain (321 m) auf dem Plateau südlich der Combeauté
- Les Granges de l’Église (352 m) auf der Höhe südlich der Combeauté
- La Chiquerie (358 m) im Tälchen des Ruisseau du Bas des Gouttes südlich der Combeauté
- Blanzey (359 m) auf der Höhe südlich der Combeauté
- Fougerolles-le-Château (313 m) beidseits der Combeauté
- Croslières (434 m) auf der Höhe südlich der Combeauté
- Le Champ (335 m) am nördlichen Talrand der Combeauté
- Pré du Rupt (325 m) auf dem Plateau nördlich der Combeauté
- Le Petit Fays (342 m) auf dem Plateau nördlich der Combeauté
- La Ramouse (358 m) am Aufstieg zur Hochfläche nördlich der Combeauté
- Prémourey (435 m) auf der Hochfläche zwischen Combeauté und Augronne
- Beaumont (472 m) auf der Hochfläche zwischen Combeauté und Augronne
- Blanc Rouchot (430 m) auf der Hochfläche zwischen Combeauté und Augronne
- Le Sarcenot (460 m) auf der Hochfläche zwischen Combeauté und Augronne

Nachbargemeinden von Fougerolles waren Aillevillers-et-Lyaumont und Plombières-les-Bains im Norden, Le Val-d’Ajol und Saint-Bresson im Osten, Raddon-et-Chapendu, Froideconche und Saint-Valbert im Süden sowie Fontaine-lès-Luxeuil, Corbenay und La Vaivre im Westen.

## Geschichte

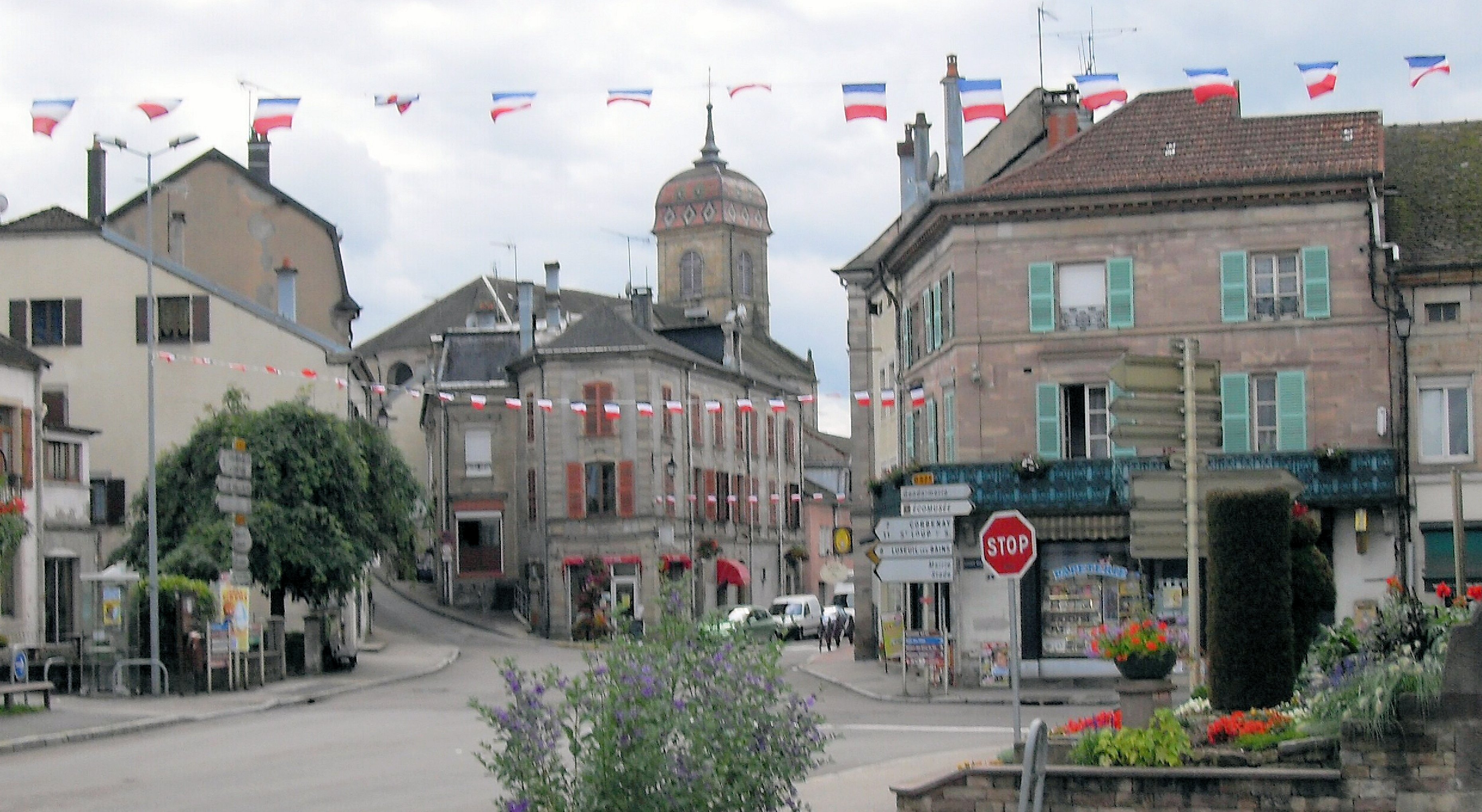
Rue du Bas de Laval in Fougerolles

Erste Rodungen auf dem Gebiet der heutigen Commune déléguée Fougerolles nahmen vermutlich die Mönche des Klosters Luxeuil vor. Im 11. Jahrhundert ließ der Baron von Faucogney im Tal der Combeauté ein Schloss für einen seiner drei Söhne erbauen. Daraus entwickelte sich später der Ortsteil Fougerolles-le-Château. Die Herrschaft Fougerolles, deren Name 1131 erwähnt wird, befand sich stets im Grenzbereich des Einflusses der Herzöge von Lothringen und der Franche-Comté. Sie hatte während dreier Jahrhunderte den Status der „Surséance“, was zwar gewisse Privilegien und Freiheiten, aber auch zahlreiche Konfliktsituationen mit sich brachte. Während des Dreißigjährigen Krieges wurde Fougerolles in Mitleidenschaft gezogen.
Fougerolles gelangte nicht wie die übrige Franche-Comté mit dem Frieden von Nimwegen 1678 an Frankreich. 1683 leisteten die Bewohner dem französischen König Ludwig XIV. den Treueschwur. Mit dem Vertrag von Besançon kam Fougerolles 1704 offiziell an die französische Krone. Nach der Französischen Revolution wurde Fougerolles 1793 Hauptort eines gleichnamigen Kantons, der jedoch bereits 1801 in den Kanton Saint-Loup-sur-Semouse integriert wurde.
Seit 1971 besteht eine Jumelage mit Salach in Baden-Württemberg.
Schon sehr früh entwickelte sich Fougerolles dank der reichlich vorhandenen Wasserkraft zu einem Industrie- und Gewerbestandort mit Mühlen, Eisen- und Schmiedewerken, Holzverarbeitung, Gerbereien und Textilindustrie. Später erlangten der Obstbau und die Herstellung von Kirsch eine große Bedeutung. Mit Eröffnung der Bahnlinie von Aillevillers nach Le Val-d'Ajol wurde Fougerolles in der zweiten Hälfte des 19. Jahrhunderts an das französische Eisenbahnnetz angebunden. Diese Bahnstrecke Aillevillers–Port-d’Atelier-Amance ist seit 1998 stillgelegt.

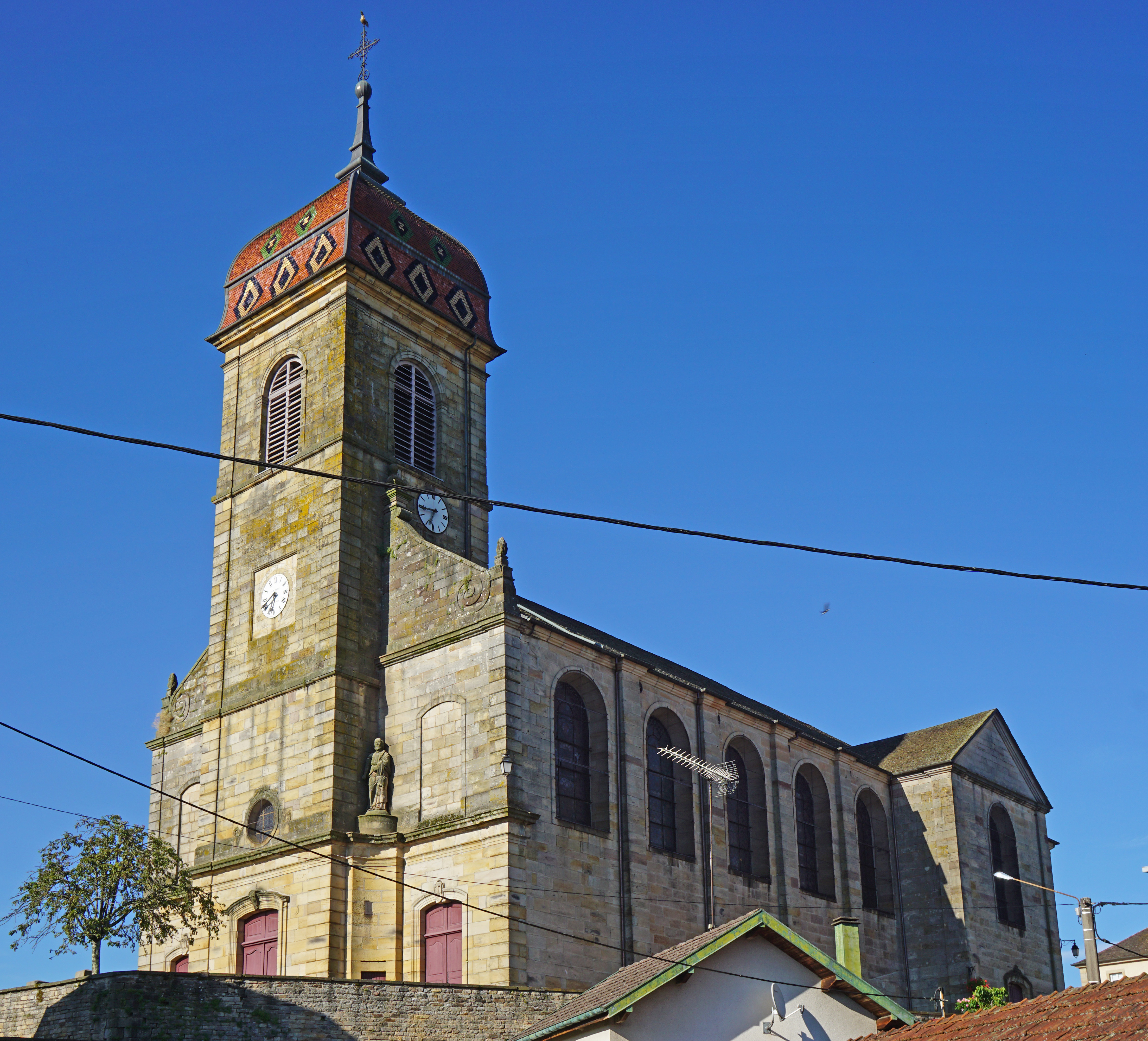
Kirche Saint-Étienne

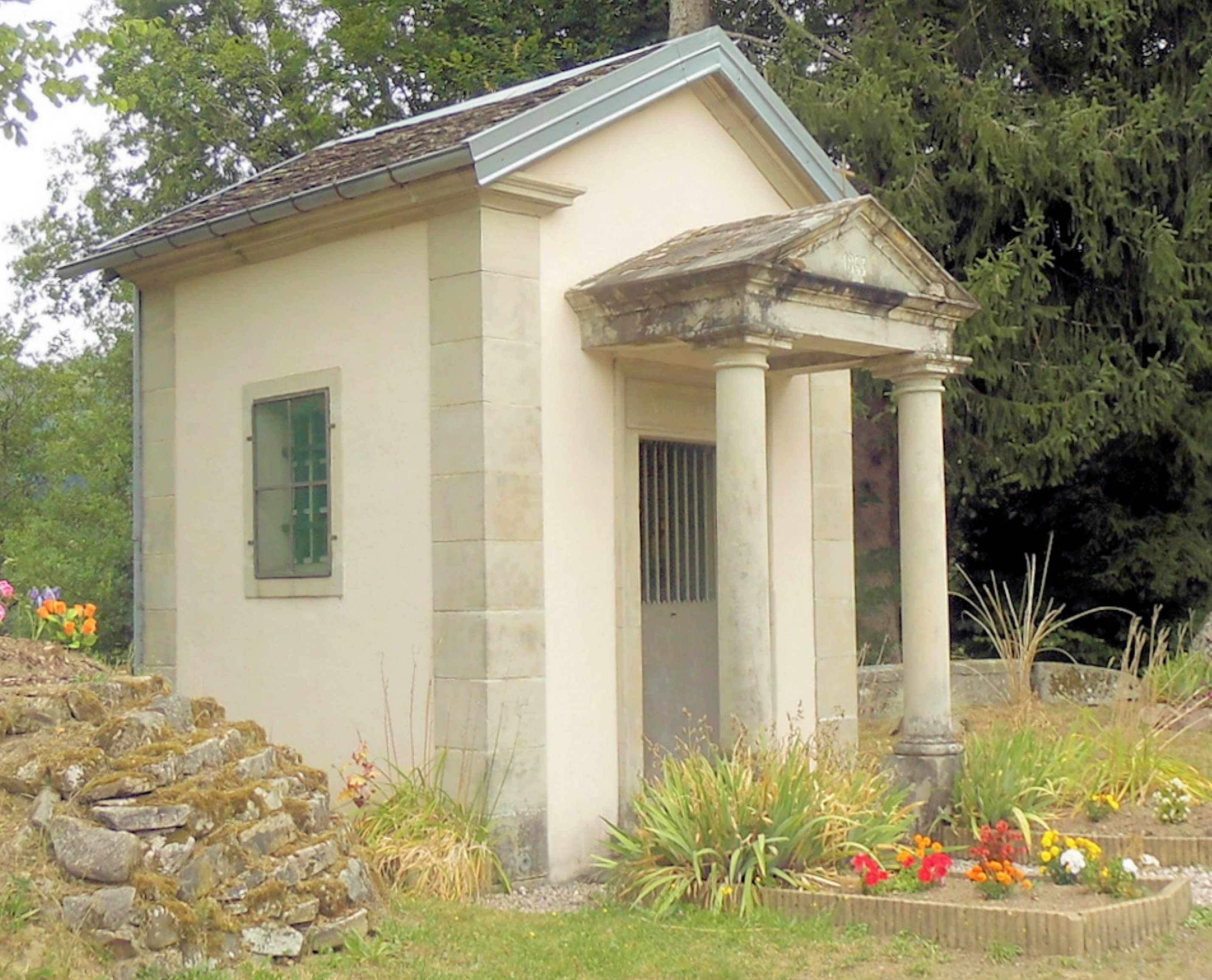
Kapelle Basse Robert

Die Gemeinde Fougerolles wurde am 1. Januar 2019 mit Saint-Valbert zur Commune nouvelle Fougerolles-Saint-Valbert zusammengeschlossen. Sie hat seither den Status einer Commune déléguée.

## Sehenswürdigkeiten
Die Kirche Saint-Étienne wurde 1775 erbaut, später mehrfach umfassend restauriert (letztmals 2001) und ist heute als Monument historique klassifiziert. Zur Ausstattung gehören der vergoldete Holzaltar, das reich geschnitzte Chorgestühl und Täfelungen aus dem 18. Jahrhundert. Auf dem gesamten Gemeindeboden gibt es acht Kapellen sowie zahlreiche Calvaires, darunter der Calvaire von Blanzey-Haut (16. Jahrhundert; Monument historique) und ein steinernes Wegkreuz in Le Champ, das auf das Jahr 1212 datiert ist. Die Mairie (Rathaus) befindet sich in einem großen Gebäude des 19. Jahrhunderts. In Le Petit-Fays steht ein ebenfalls als Monument historique ausgewiesener Bauernhof mit Kirschbrennerei, dem das Écomusée du Pays de la Cerise angegliedert ist.

### Kapelle Basse Robert
Vor 1863 befand sich an der Stelle der Kapelle entlang der Straße von Fougerolles nach Le Val-d’Ajol bereits ein altes Oratorium. Von 1861 bis 1863 wurden die Familien Nurdin und Cholley aus dem Weiler Basse Robert wegen Streitigkeiten um die Wasserrechte vor Gericht gestellt. Claude Joseph Nurdin schwor, dass er eine Kapelle bauen würde, wenn er den Prozess gewinnen würde. 1862 verurteilte ein Richter Joseph Cholley, den ursprünglichen Zustand des Wasserlaufs wiederherzustellen und Claude Joseph Nurdin Schadensersatz in Höhe von 2000 Francs zu zahlen. Die Familie Nurdin baute diese Kapelle dann 1863, indem sie auf den Türsturz „Jungfrau Maria“ als Zeichen der Dankbarkeit gravierte. Die Kapelle von Basse-Robert blieb lange in Familienbesitz. Zu Beginn des Zweiten Weltkrieges entging sie mehreren Bombardierungen, die der Eisenbahnlinie galten, die am Ufer der Combeauté entlang führte.
Im Jahr 2011 renovierte der Verein Saint-Étienne de Fougerolles das Äußere und Innere der Kapelle. Mit dabei war auch Florent Nurdin, der Urururenkel des Erbauers Claude Joseph Nurdin. Am 7. Juni 2013 wurde eine Zeremonie zum 150-jährigen Bestehen der Kapelle gefeiert.

## Bevölkerung
Mit zuletzt 3618 Einwohnern (Stand 1. Januar 2016) gehörte Fougerolles zu den großen Gemeinden des Départements Haute-Saône. Den bisherigen Höchststand bezüglich der Einwohnerzahl erreichte Fougerolles in der Zeit um 1890 mit rund 6000 Einwohnern. Nachdem die Einwohnerzahl in der ersten Hälfte des 20. Jahrhunderts deutlich abgenommen hatte, wurden zwischen 1950 und 1990 nur noch relativ geringe Schwankungen verzeichnet. Seither wurde erneut ein Bevölkerungsrückgang um rund 8 % beobachtet.
| Bevölkerungsentwicklung | Bevölkerungsentwicklung | Bevölkerungsentwicklung | Bevölkerungsentwicklung | Bevölkerungsentwicklung | Bevölkerungsentwicklung | Bevölkerungsentwicklung | Bevölkerungsentwicklung | Bevölkerungsentwicklung |
| ----------------------- | ----------------------- | ----------------------- | ----------------------- | ----------------------- | ----------------------- | ----------------------- | ----------------------- | ----------------------- |
| Jahr                    | 1962                    | 1968                    | 1975                    | 1982                    | 1990                    | 1999                    | 2009                    | 2017                    |
| Einwohner               | 4185                    | 4247                    | 4043                    | 4155                    | 4167                    | 3967                    | 3839                    | 3566                    |

## Wirtschaft und Infrastruktur
Fougerolles machte schon früh die Entwicklung zu einem industriell und durch Gewerbe geprägten Standort durch. Wichtigster Arbeitgeber ist heute ein Unternehmen, das auf die Herstellung von Getrieben für die Automobilindustrie spezialisiert ist (Lufkin Industries). Daneben gibt es verschiedene Betriebe des Klein- und Mittelgewerbes, vor allem in den Branchen Druckerei und Verpackungsindustrie, Feinmechanik, Kirsch- und Schnapsbrennerei, Metall- und Holzverarbeitung, Textilindustrie und im Transportwesen. Fougerolles verfügt als Regionalzentrum über zahlreiche Betriebe des Einzelhandels und der Dienstleistung für den täglichen Bedarf. Es ist Standort zweier Collèges. In den letzten Jahrzehnten hat sich das Dorf auch zu einer Wohngemeinde gewandelt. Viele Erwerbstätige sind deshalb Wegpendler, die in den anderen größeren Ortschaften der Region Luxeuil ihrer Arbeit nachgehen.
Die Ortschaft ist verkehrstechnisch gut erschlossen. Sie liegt nahe der Nationalstraße N57, die von Vesoul via Luxeuil-les-Bains nach Remiremont führt. Weitere Straßenverbindungen bestehen mit Saint-Loup-sur-Semouse, Aillevillers, Le Val-d'Ajol und Raddon. Die nächsten Bahnhöfe an der Linie Lure-Épinal befinden sich in Aillevillers und Luxeuil-les-Bains.

## Tourismus
Fougerolles hat verschiedene Einrichtungen für den Tourismus zu bieten. Es ist Standort des Écomusée du Pays de la Cerise, das im Haus eines ehemaligen Besitzers einer Schnapsbrennerei untergebracht ist und die Techniken der Herstellung von Kirsch einst und heute zeigt. In Fougerolles und Umgebung gibt es zahlreiche weitere Schnapsbrennereien (für Kirschen, Mirabellen, Zwetschgen und Birnen), die besucht und besichtigt werden können. An der Grenze zu Saint-Valbert befindet sich ein 80 ha großer Tierpark und nahebei ein Arboretum. Das Gemeindegebiet von Fougerolles gehört zum Regionalen Naturpark Ballon des Vosges und weist zahlreiche Wanderwege und Radwege für den sogenannten grünen Tourismus aus.

## Persönlichkeiten
- Jean Nurdin (1922–2021), Historiker

## Nachweise
1. ↑  Partnergemeinde auf salach.de,   abgerufen am 5. November 2023.
2. ↑  Monuments historiques: Fougerolles, Église
3. ↑  Monuments historiques: Fougerolles, Ferme & Distillerie
4. ↑  Infotafel an der Kapelle